# Кафтыревы
Кафтыревы (Кавтыревы) — древний русский дворянский род татарского происхождения.
При подаче документов (1686), для внесения рода в Бархатную книгу, была предоставлена родословная роспись Кафтыревых, жалованная грамота Василия I (1424) (акт интерполирован) и жалованная грамота (1511) Василия III на г. Орлов в Вятской земле.
Род Кафтыревых внесён в VI часть родословной книги Вологодской, Костромской, Тверской и Ярославской губерний (Гербовник XII, 82).
Есть также род Кафтыревых, предок которого, Неждан Кафтырев, жил в начале XVI века. Его внук, Григорий Иванович, стрелецкий голова (1556—1566), казнён Иваном Грозным. Этот род Кафтыревых внесён в VI часть родословной книги Псковской и Тверской губерний.

## Происхождение и история рода
По сказаниям древних родословцев, род происходит от князей Кафимской земли — Узлы-Мурзы Ягоровича, выехавшего из «отчины» своей Кафы к великому князю Александру Невскому (1241). Его сын Никита принял фамилию Кафтырев.
Великий московский князь Василий Дмитриевич пожаловал Ивану Кафтыреву грамоту (1424) на его земли в Осецком стане Костромского уезда. Возможно, его потомком является Есип Фёдорович Кафтырёв, первый воевода крепости Любим (1538), которая тогда находилась в составе Костромского уезда.
Леонтий Никитич Кафтырев казнён Грозным; его сын Василий Леонтьевич воевода в Соли Галицкой и в Устюжне (1615, 1617). Никита Васильевич Кафтырев, туринский воевода, затем судья Владимирского приказа, участвовал в войне с Польшей (1654—1656). В XVII веке многие Кафтыревы служили московскими дворянами, стольниками, стряпчими и воеводами.

## Описание гербов

#### Герб Кавтыревых 1785 г.
В Гербовнике Анисима Титовича Князева имеется печать с гербом Якова Осиповича Кавтырева: изображённый на печати герб представляет собой польский герб Jefowicki (видоизменённый польский герб Брама): в серебряном поле щита, имеющем круглую форму, изображена золотая П-образная фигура, на которой находится золотой лапчатый крест. Щит увенчан дворянской короной с тремя страусовыми перьями (дворянский шлем отсутствует). Вокруг щита фигурная виньетка в виде вьющихся цветов и ветвей.

#### Герб. Часть XII. № 82.
В чёрном щите золотой столб, обременённый в середине червлёным серпом, обращённым остриём вправо. Чёрное поле усеяно золотыми колосьями.
Щит увенчан дворянским коронованным шлемом. Нашлемник: два червлёных серпа накрест, на них вертикально, остриём вверх, золотой меч. Намёт: справа чёрный с золотом, слева червлёный с золотом.

## Известные представители
- Кафтырев Фёдор Васильевич - наместник в Орлове на Вятке (1511).
- Кафтырев Григорий Иванович - дворовый сын боярский по Переяславлю, тысячник III статьи (1550), видный сотник и стрелецкий голова в 1550-х-1560-х, участник многих войн, дворянин 1-й статьи на Земском соборе (1566).  Вместе с сыновьями - Брехом и Леонтием, казнён Иваном Грозным (1568).
- Кафтырев Яков Иванович - брат Григория, дворовый сын боярский по Переяславлю, тысячник III статьи (1550).
- Кафтырев Меньшой Иванович - дворовый сын боярский по Переяславлю (1550), губной староста в Переяславле (1566).
- Кафтырев Василий Леонтьевич — воевода в Устюжне-Железопольской (1617).
- Кафтырев Пётр Матвеевич — воевода на Белоозере (1620).
- Кафтырев Василий — воевода на Белоозере (1623).
- Кафтыревы: Яков и Осип Васильевичи, Курдюк Агеев — московские дворяне (1627—1629).
- Кафтырев Иван Васильевич — письменный голова, воевода в Томске (1629—1631), московский дворянин (1636—1658).
- Кафтырев Григорий Агеевич — выборный дворянин по Костроме (1611/12–1632), московский дворянин (1632—1644/45), воевода в Таре (1635—1638).
- Кафтырев Григорий Иванович — стольник (1636—1676).
- Кафтырев Дементий Васильевич — московский дворянин (1629—1645/46), воевода в Кольском остроге (1634), в Кузнецке (1638—1642).
- Кафтырев Никита Васильевич, в иночестве Антоний — московский дворянин (1625—1668), письменный голова в Томске (1629), воевода в Туринске (1638—1639), судья Владимирского судного приказа (1653; 1657-1658), судья Московского судного приказа (1657), воевода в Устюге-Великом (1659-1662).
- Кафтырев Яков Васильевич - брат Никиты, московский дворянин (1636-1674), судья Московского судного приказа (1653-1654; 1657-1658), воевода на Белой (1660/61-1661/62).
- Кафтырев Андрей Васильевич - брат Никиты и Якова, московский дворянин (1631-1645), воевода в Тюмени (1659-1661).
- Кафтырев Матвей Васильевич - брат Никиты, Якова и Андрея, московский дворянин (1629 - 1660), воевода в Алатыре (1651), судья Владимирского судного приказа (1653), судья приказа Денежного двора (1656/57).
- Кафтырев Иван — воевода в Кевроле и на Мезени (1640).
- Кафтырев Леонтий Иванович — воевода в Бобрике (1650—1651), московский дворянин (1658—1677).
- Кафтырев Василий Яковлевич — стряпчий (1658—1678), стольник (1679—1692).
- Кафтырев Иван Матвеевич — стольник (1658—1686).
- Кафтырев Григорий Васильевич — стольник царицы Прасковьи Фёдоровны (1686—1692).
- Кафтырев Константин Дементьевич — стряпчий (1676), стольник (1676 - 1703), воевода в Ярославле (1692). Подписал родословную роспись рода Кафтыревых, поданную в Палату родословных дел после отмены местничества (1686-1688).
- Кафтырев Христофор Георгиевич, прозванием Кафтор [Кафтар], сын Георгия Иоанновича — грек по происхождению [македонец], письменный голова, воевода в Енисейске (1693), Братске (1696). Не имеет отношение к русскому дворянскому роду Кафтыревых.
- Кафтырев Иван — воевода в Пошехонье (1695).
- Кафтыревы: Яков Григорьевич, Стахей Иванович, Степан Кузьмич, Иов Фёдорович, Иван Павлович, Елизар Леонтьевич — московские дворяне (1678—1692).
- Кафтыревы: Лука Степанович, Осип и Иван Ивановичи — стольники царицы Евдокии Фёдоровны (1692).
- Кафтыревы: Степан Стахеевич, Михаил и Константин Дементьевичи, Иван и Устин Леонтьевичи, Степан, Иван и Григорий Яковлевичи, Алексей Матвеевич — стольники (1684—1692)[6][7].
- Кафтырев Николай Яковлевич — командир Лейб-гвардейского конно-гренадерского полка (1855).